# Penn Township (comté de Butler, Pennsylvanie)
Penn Township est un township, situé dans le comté de Butler, aux États-Unis,. En 2010, il comptait une population de 5 071 habitants.

## Démographie
Lors du recensement de 2010, le township comptait une population de 5 071 habitants. Elle est estimée, en 2016, à 4 933 habitants.

### Source de la traduction
- (en) Cet article est partiellement ou en totalité issu de l’article de Wikipédia en anglais intitulé « Penn Township, Butler County, Pennsylvania » (voir la liste des auteurs).